# Chiến dịch Phụng Hoàng

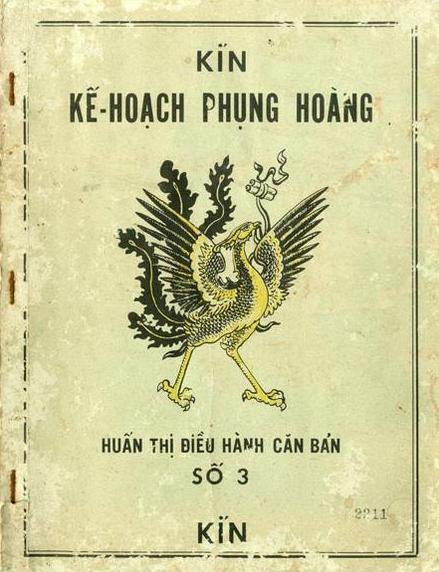
Trang bìa cuốn "Huấn thị điều hành căn bản Kế hoạch Phụng Hoàng" Tập số 3, bản kín (mật) số hiệu 2211

Chiến dịch/Kế hoạch/Chương trình Phụng Hoàng/Phượng Hoàng (tiếng Anh: Phoenix Program) (1968-1975) là chiến dịch tình báo, ám sát bí mật trong Chiến tranh Việt Nam được tiến hành bởi Phủ Đặc ủy Trung ương Tình báo Việt Nam Cộng hòa (CIO) với sự phối hợp của Cục Tình báo Trung ương Hoa Kỳ (CIA). Chương trình này được hoạch định với mục đích phát hiện và "vô hiệu hóa" – bắt giam, chiêu hàng, giết, hoặc kiềm chế – các cán bộ Mặt trận Dân tộc Giải phóng miền Nam (MTGP) nằm vùng, những người tuyển dụng và đào tạo cơ sở cho quân Giải phóng tại các xã ấp miền Nam Việt Nam, cũng đồng thời là những người hỗ trợ các nỗ lực đấu tranh vũ trang. Đầu tiên, chương trình được chỉ đạo bởi Evan J. Parker, sau đó bởi Ted Shackley cùng các cấp phó Thomas Clines, Donald Gregg và Richard Secord.
Tuy ban đầu chương trình được CIA khởi xướng, nhưng sau đó nó được chuyển giao cho Quân đội Mỹ và Quân lực Việt Nam Cộng hòa. Khi trở thành một phần của chương trình "Việt Nam hóa chiến tranh", chiến dịch này được chuyển thành một chương trình của Quân lực Việt Nam Cộng hòa với sự hỗ trợ của cố vấn quân sự Mỹ. Chiến dịch Phụng Hoàng được chính thức phê chuẩn ngày 1 tháng 7 năm 1968 bởi sắc lệnh của Tổng thống Việt Nam Cộng hòa Nguyễn Văn Thiệu, mặc dù trước đó nó đã tồn tại không chính thức. Tổng thống Thiệu đã chính thức công bố chương trình này chỉ ít lâu sau cuộc tổng tấn công tết Mậu Thân của Quân Giải phóng miền Nam Việt Nam (QGP). Tuy nhiên ông không nói cho truyền thông biết rằng Phượng Hoàng chính là sự mở rộng chương trình Phượng Hoàng của Mỹ. Chính phủ Việt Nam Cộng hòa đã công khai hóa sự cần thiết của chương trình này nhằm chống lại những cơ sở ngầm của Quân Giải phóng, và yêu cầu dân chúng trợ giúp bằng cách cung cấp những thông tin cần thiết.
Theo thống kê của Hoa Kỳ, chương trình này và những nỗ lực tương tự từ 1965 đến 1972 đã "vô hiệu hóa" 81.740 người bị nghi ngờ đã hoạt động, đưa tin tức và ủng hộ Mặt trận Dân tộc giải phóng, trong đó khoảng từ 26.000 cho tới 41.000 người đã bị giết. Theo một nguồn tin, đa số những người mà Hoa Kỳ thống kê chỉ là thường dân bị bắt giết oan, nó đã gây ra sự căm phẫn cho dân thường đến mức tạo thêm mối nguy hại nhiều hơn là thành tích

## Bối cảnh

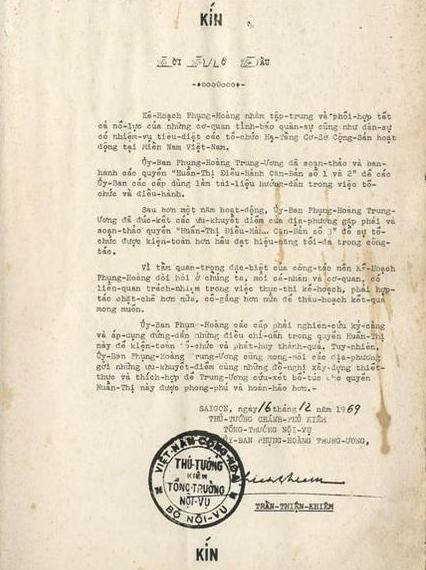
Trang đầu "Kế hoạch Phụng Hoàng" do Thủ tướng kiêm Tổng trưởng Nội vụ Việt Nam Cộng hòa Trần Thiện Khiêm ký ngày 16-12-1969

Tại miền Nam Việt Nam những năm trong thập niên 1960 và đầu thập niên 1970, mạng lưới chính quyền của MTGP bí mật phát triển, có ảnh hưởng rộng rãi đối với quần chúng nhân dân. Mạng lưới này được Hoa Kỳ gọi là "cơ sở Việt Cộng" (VCI – Viet Cong infrastructure), hay mạng lưới "cơ sở cách mạng" (theo các tài liệu Việt Nam), cung cấp sự kiểm soát và chỉ đạo đấu tranh chính trị cũng như quân sự của MTGP tại các làng xóm tại miền Nam Việt Nam.
Mạng lưới các cơ sở cách mạng này cấp lương thực và vật dụng cho các lực lượng vũ trang địa phương hoặc các lực lượng từ các căn cứ gần biên giới; cung cấp thông tin tình báo, dẫn đường cho Quân Giải phóng từ miền Bắc vào; động viên nhân lực địa phương trợ giúp cho du kích và bộ đội chủ lực, tiến hành thu thuế, và tuyển mộ các thanh niên địa phương cho các lực lượng võ trang của quân Giải phóng.
Hệ thống kể trên đã hoạt động ở miền Nam từ nhiều năm và thành thạo trong các phương pháp hoạt động bí mật. Chương trình Phụng Hoàng được Mỹ và chính phủ Việt Nam Cộng hòa phát triển nhằm phá hủy hệ thống cơ sở cách mạng kể trên. Khác với các nỗ lực quân sự, Phụng Hoàng là hoạt động mang tính truy bắt của Cảnh sát quốc gia và được chỉ đạo bởi các Ủy ban Phượng Hoàng bao gồm đại diện phía dân sự và các tổ chức quân sự bao gồm cứu tế xã hội, các cơ quan tình báo và tuyên truyền. Hoa Kỳ và Việt Nam Cộng hòa thực thi những điều luật riêng biệt áp dụng cho tội xúi giục chống đối và yêu cầu các công dân ủng hộ bằng cách cung cấp thông tin.
Chương trình Phụng hoàng bắt đầu hoạt động từ cuối năm 1966. Ngày 20 tháng 12 năm 1967, Hoa Kỳ mới chính thức hỗ trợ với phương thức, thu thập tin tức, và trắc nghiệm.

## Mục đích và hoạt động
Ở những vùng mà Việt Nam Cộng hòa không kiểm soát được chặt chẽ thì lực lượng quân Giải phóng hoạt động mạnh. Lực lượng du kích tiến hành cảnh cáo, bắt giữ hoặc ám sát những người phục vụ cho quân đội Mỹ và các chỉ điểm viên trung thành với chính phủ Việt Nam Cộng hòa.
| Số liệu viên chức địa phương Việt Nam Cộng hòa bị bắt hoặc ám sát (theo Hoa Kỳ) | Số liệu viên chức địa phương Việt Nam Cộng hòa bị bắt hoặc ám sát (theo Hoa Kỳ) | Số liệu viên chức địa phương Việt Nam Cộng hòa bị bắt hoặc ám sát (theo Hoa Kỳ) | Số liệu viên chức địa phương Việt Nam Cộng hòa bị bắt hoặc ám sát (theo Hoa Kỳ) | Số liệu viên chức địa phương Việt Nam Cộng hòa bị bắt hoặc ám sát (theo Hoa Kỳ) | Số liệu viên chức địa phương Việt Nam Cộng hòa bị bắt hoặc ám sát (theo Hoa Kỳ) | Số liệu viên chức địa phương Việt Nam Cộng hòa bị bắt hoặc ám sát (theo Hoa Kỳ) | Số liệu viên chức địa phương Việt Nam Cộng hòa bị bắt hoặc ám sát (theo Hoa Kỳ) | Số liệu viên chức địa phương Việt Nam Cộng hòa bị bắt hoặc ám sát (theo Hoa Kỳ) |
| 1965                                                                            | 1966                                                                            | 1967                                                                            | 1968                                                                            | 1969                                                                            | 1970                                                                            | 1971                                                                            | 1972                                                                            | Tổng cộng 8 năm                                                                 |
| ------------------------------------------------------------------------------- | ------------------------------------------------------------------------------- | ------------------------------------------------------------------------------- | ------------------------------------------------------------------------------- | ------------------------------------------------------------------------------- | ------------------------------------------------------------------------------- | ------------------------------------------------------------------------------- | ------------------------------------------------------------------------------- | ------------------------------------------------------------------------------- |
| 1.900                                                                           | 1.732                                                                           | 3.706                                                                           | 5.389                                                                           | 6.202                                                                           | 5.947                                                                           | 3.771                                                                           | 4.405                                                                           | 33.052                                                                          |

Riêng năm 1969, theo tuyên bố của Ngoại trưởng Mỹ William E. Colby, có hơn 6.000 người phục vụ cho Mỹ - VNCH bị ám sát, và 15.000 người bị thương. Trong số những người thiệt mạng có 90 viên chức xã và xã trưởng, 240 viên chức ấp và ấp trưởng, 229 người tản cư và 4.350 thường dân.
Hệ thống nằm vùng của Mặt trận Dân tộc Giải phóng miền Nam một đối thủ có kinh nghiệm và tổ chức chặt chẽ, chính phủ Việt Nam Cộng hòa cần phải có các chuyên gia chiến tranh chính trị (political warfare) để đối phó. Trong hai năm 1967 và 1968, nỗ lực phối hợp tình báo (dựa chủ yếu vào các hoạt động của CIA) chống lại các cơ sở cách mạng được chủ trì bởi Tư lệnh quân đội viễn chinh Mỹ - tướng William Westmoreland. Đây là chương trình hợp tác quân sự và dân sự mang tên "Phối hợp và Khai thác tình báo" (Intelligence Coordination and Exploitation – ICEX) với nhiệm vụ là giúp đỡ và hỗ trợ chính phủ Miền Nam đương đầu với các mạng lưới cơ sở này. Lúc đầu, chương trình này (ICEX) nhận được rất ít chú ý và ủng hộ của chính quyền Nam Việt Nam. Chỉ khoảng vài chục đối tượng của Mặt trận Dân tộc nằm vùng bị bắt giữ mỗi tháng bởi các hành động đột kích và bắt bớ chủ yếu do các đơn vị CIA.
| Số liệu kết quả của Chiến dịch Phụng Hoàng | Số liệu kết quả của Chiến dịch Phụng Hoàng | Số liệu kết quả của Chiến dịch Phụng Hoàng | Số liệu kết quả của Chiến dịch Phụng Hoàng | Số liệu kết quả của Chiến dịch Phụng Hoàng |
| Năm                                        | Hồi chánh                                  | bị bắt                                     | bị giết                                    | Tổng cộng                                  |
| ------------------------------------------ | ------------------------------------------ | ------------------------------------------ | ------------------------------------------ | ------------------------------------------ |
| 1968                                       | 2.229                                      | 11.288                                     | 2.259                                      | 15.776                                     |
| 1969                                       | 4.832                                      | 8.515                                      | 6.187                                      | 11.019                                     |
| 1970                                       | 7.745                                      | 6.405                                      | 8.191                                      | 22.341                                     |
| 1971                                       | 5.621                                      | 5.012                                      | 7.057                                      | 17.690                                     |
| 1972 (tính đến tháng 7)                    | 1.586                                      | 2.138                                      | 2.675                                      | 6.399                                      |
| Tổng cộng                                  | 22.013                                     | 24.843                                     | 26.369                                     | 73.225                                     |

Đến khi hàng ngàn cơ sở cách mạng tự lộ mình để tham gia Cuộc tổng tấn công Mậu thân 1968, chương trình Phụng Hoàng bắt đầu thu được kết quả cao. Sự hỗ trợ và quan tâm của Việt Nam Cộng hòa cũng lên cao, chương trình này được chính thức phê chuẩn và mở rộng. Từ đó, các thành phần cảnh sát, quân đội và các tổ chức chính quyền cộng tác để đóng góp thông tin và hành động chống lại hạ tầng cơ sở của Mặt trận Dân tộc Giải phóng miền Nam.
Thành phần tham gia là các viên chức hội đồng xã, trưởng xóm, cảnh sát địa phương và lực lượng dân vệ. Khi có tin từ địa phương chỉ điểm thì quân đội được báo cáo để đối phó. Theo Hoa Kỳ, riêng năm 1968 sau cuộc Tổng công kích Tết Mậu Thân, hơn 13.000 cán bộ nằm vùng bị bắt hoặc giết qua chiến dịch Phụng hoàng.
Chương trình Phụng Hoàng là nỗ lực sử dụng các nguồn tin tình báo, tiêu diệt các cá nhân trong mạng lưới nằm vùng. Một biện pháp của quân đội Mỹ nhằm vào mạng lưới cơ sở là bố ráp và truy lùng: quân đội bao vây một làng nghi vấn có Mặt trận Dân tộc hoạt động, sau đó tra hỏi rồi dời dân chúng đi nơi khác. Một số chiến dịch cũng dùng các biện pháp quân sự ví dụ như phục kích quân Giải phóng ở khoảng trống giữa các thôn ấp.
Trên giấy tờ, những cán bộ Mặt trận Dân tộc bị bắt giữ, đối xử như tội phạm hình sự, bị xử án và tù đày (hoặc hành hình), hoặc bị thuyết phục để ly khai hàng ngũ những người Cộng sản và quy hàng chính phủ. Tuy nhiên, trên thực tế, rất nhiều người bị giết trong các cuộc đọ súng, đột kích hoặc bị hành hình tức khắc.

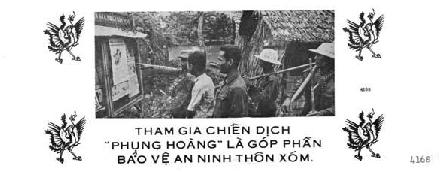
Tờ rơi tuyên truyền của chính quyền Việt Nam Cộng hòa về chiến dịch

Tới năm 1969, khi chương trình Phụng Hoàng mất đi tính bí mật và thu hút sự chú ý của báo chí, CIA dần rút khỏi chương trình này. Các tổ chức bí mật của Mỹ được thế chân bởi các cố vấn tình báo quân sự Mỹ (quá trình này phát triển cùng tiến trình "Việt Nam hóa chiến tranh") và chú trọng vào huấn luyện, tổ chức nhân viên chính quyền Việt Nam Cộng hòa để duy trì áp lực với hệ thống cơ sở của Mặt trận Dân tộc. Các lực lượng chủ yếu được giao phó là Bảo an và Cảnh sát đặc biệt. Tháng 1 năm 1970, có khoảng 450 cố vấn quân sự Mỹ hỗ trợ chính quyền Việt Nam Cộng hòa trong khuôn khổ chương trình Phụng Hoàng. Sang năm 1972 thì Chiến dịch Phụng Hoàng được giao cho Cảnh sát Quốc gia điều hành. Cũng năm đó, cố vấn Mỹ rút khỏi vị trí trong Kế hoạch Phụng Hoàng. Một số rời sang các chương trình bình định nông thôn.
Cho đến thời điểm quân đội Mỹ rút khỏi Việt Nam năm 1973, kết quả của chương trình Phụng Hoàng không đều khắp, thậm chí khá khiêm tốn. Theo báo cáo của Hoa Kỳ, tổng kết thời gian 1968-1972, chiến dịch này đã giết 26.000 người, bắt 34.000 người (trong số đó 22.000 quy hàng), tức là trung bình mỗi năm có 12.000 người bị giết hoặc bị bắt Kết quả nảỳ rõ ràng chỉ ảnh hưởng không đáng kể tới số lượng của quân Giải phóng (hơn 300.000 người vào năm 1968 và mỗi năm lại tuyển mộ thêm vài chục nghìn người).

## Chỉ trích
Trong thời gian diễn ra chiến dịch Phượng Hoàng, CIA bị tố cáo là đã sử dụng các hình thức tra tấn một cách có hệ thống. Theo lời K. Barton Osborn, một sĩ quan tình báo quân đội tham gia chiến dịch thì đã có nhiều hình thức tra tấn dã man như đóng đinh vào tai người bị hỏi cung cho tới chết, trích điện vào chỗ kín của đàn ông và đàn bà... Trong suốt 18 tháng viên sĩ quan này tham gia chiến dịch, anh ta không thấy bất cứ người nào còn có thể sống sót sau quá trình hỏi cung. Để lấy lại thể diện, CIA cũng đã tiến hành một cuộc điều tra toàn diện về những khai nhận của Osborn và bác bỏ một số chi tiết nhỏ trong lời nói của sĩ quan này nhưng về toàn cục sự tàn bạo của cả chương trình là không thể chối bỏ.
Không chỉ đích thân thực hiện, các viên chức CIA còn huấn luyện cho các đơn vị địa phương của Việt Nam Cộng hòa những hình thức khủng bố (bao gồm ám sát, tra tấn, tống tiền và các "kỹ thuật" khác) để đối phó với cán bộ nằm vùng, việc này giúp các viên chức Mỹ đẩy những phần việc họ không thể làm một cách hợp pháp cho các lực lượng nước ngoài.
Có ý kiến thậm chí còn cho rằng mục tiêu chính của các quan chức Sài Gòn trong chiến dịch Phượng Hoàng là tiền bởi CIA treo thưởng 11.000 USD cho mỗi cán bộ nằm vùng bị bắt sống, với những người bị giết chết số tiền này bị giảm một nửa. Tham gia chiến dịch ám sát này còn có những người từng là tội phạm hoặc những cựu Việt Cộng được CIA chiêu hàng và trả tiền, theo lời một người trong số này thì chỉ cần thu thập vài xác chết để lấy tiền là họ có thể sống thoải mái. Một số sĩ quan địa phương thậm chí còn bắt những người vô tội để hoàn thành "chỉ tiêu" (quota) của CIA hoặc nhận hối lộ của những người bị bắt để thả họ.
Trong cuốn sách "Vấn đề tra tấn: Thẩm vấn của CIA, từ Chiến tranh lạnh tới cuộc chiến chống khủng bố" của Alfred McCoy xuất bản năm 2006, CIA đã sử dụng các biện pháp tra tấn một cách có hệ thống. Barton Osborn, một sĩ quan tình báo quân đội tham gia chiến dịch Phượng Hoàng, kể rằng, trong số hình thức tra tấn dã man có gí điện vào cơ quan sinh dục người bị hỏi cung, đóng đinh vào tai cho đến chết… Osborn tham gia chiến dịch suốt 18 tháng, nhưng không thấy người nào sống sót sau khi bị hỏi cung. Vì lính biệt kích SEAL thường dùng dao găm KA-BAR để giết người theo kiểu man rợ, nên KA-BAR được gọi là dao đồ tể

## Đánh giá thành công và thất bại
Phía Hoa Kỳ cho là nhờ có chiến dịch Phượng Hoàng, tính đến tháng 6 năm 1970, đã có 91% trên tổng số 10,944 ấp được coi là an ninh hay tương đối an ninh, và 7.2% đang còn tranh chấp, và chỉ có 1,4% được coi như là do Việt Cộng kiểm soát. Những con số đó theo họ đã chứng tỏ một "sự suy giảm ảnh hưởng của hạ tầng cơ sở Việt Cộng" (HTCSVC). Hoa Kỳ cho rằng Chiến dịch Phụng Hoàng đã đạt hiệu quả, nên khi quân Giải phóng mở Chiến dịch Xuân - Hè 1972 và Chiến dịch Mùa xuân năm 1975 thì nguồn nhân lực chủ yếu không còn là cư dân địa phương nữa mà là các đơn vị hành quân từ miền Bắc vào. Tuy nhiên quan điểm này ngày nay đã được xem xét kỹ lại, vì việc quân Giải phóng thay đổi hình thái đấu tranh từ nổi dậy địa phương sang hoạt động quân sự chỉ thuần túy là quyết định rút ra từ kết quả của Cuộc tổng tiến công Tết Mậu Thân, cùng với việc cán cân lực lượng đang thay đổi rõ rệt. Khi khối chủ lực của quân Giải phóng ngày càng lớn mạnh, trang bị tốt hơn (có cả xe tăng, đại bác) thì việc chuyển dần sang đánh chính quy là điều đương nhiên, và đánh du kích không còn là ưu tiên hàng đầu nữa. Bên cạnh đó, trong quá trình diễn tiến của các chiến dịch năm 1972 và 1975, lực lượng dân sự tại miền Nam đã đóng vai trò quan trọng giúp lực lượng quân sự giành quyền kiểm soát tại khắp các địa phương chứ không hề biến mất như phía Hoa Kỳ vẫn nghĩ.
Theo số liệu của quân Giải phóng, năm 1966, dân quân du kích trên toàn miền Nam có 301.354 người, năm 1967 là 302.638 người, đầu năm 1975 con số này là 296.984 người Như vậy, chiến dịch Phượng Hoàng gần như không làm suy giảm số lượng dân quân du kích của quân Giải phóng hoạt động tại miền Nam như phía Hoa Kỳ tuyên bố.
Thực tế, chương trình Phụng Hoàng còn gây hậu quả xấu lâu dài cho Hoa Kỳ - VNCH vì nó tạo ra sự bất bình trong dân chúng. Chương trình này nguy hiểm ở chỗ nó bị sử dụng để đàn áp những người bất đồng quan điểm với chính phủ VNCH bất kể họ là Việt Cộng hay không. Nó cũng góp phần đáng kể cho sự nhũng loạn của hệ thống hành chính, khi nhiều quan chức địa phương đe dọa người dân hoặc tha bổng người bị bắt để đòi hối lộ.
Thậm chí một số chuyên viên quân sự cho rằng chương trình Phụng Hoàng mang lại tác động tích cực cho Mặt trận Dân tộc Giải phóng hơn là gây tác hại. Việc tù đày, tra tấn rất nhiều người mà phần nhiều là những người chỉ hoạt động ở tầng thấp (thậm chí có thể chỉ là dân thường bị oan) - khiến dân chúng nhiều khi quay sang hợp tác với Mặt trận Giải phóng, còn Việt Nam Cộng hòa thì ngày càng bị một bộ phận lớn dân chúng xa lánh. Có ý kiến còn cho rằng, chương trình này gây mất lòng dân chúng hơn bất kỳ hành động nào khác của quân đội viễn chinh Mỹ và chính quyền Sài Gòn.
Chương trình Phụng Hoàng thường được gọi bằng cái tên "chiến dịch ám sát", và bị chỉ trích là một ví dụ tiêu biểu của những hành động tàn bạo, xâm phạm nhân quyền mà CIA và các tổ chức của nó đã tiến hành. Theo thống kê của Mỹ, trong năm 1969, 19.534 người bị coi là Việt Cộng đã bị "vô hiệu hóa" (từ sử dụng trong chương trình Phụng Hoàng): 6.187 người bị giết, 8.515 bị bắt, 4.832 người về theo chương trình chiêu hồi. Tới năm 1971, William Colby đưa ra con số người bị giết trong chương trình này là 20.857. Con số của chính quyền Sài Gòn còn cao hơn rất nhiều: 40.994. Cá biệt, một nhóm dưới sự chỉ đạo của Karl Sherrick và Gary Leroy giết tới 23 người trong một tháng. Các đơn vị của hai người này chịu trách nhiệm về 200 cái chết trong các đợt hành động của họ. Tuy nhiên, chỉ có dưới 10% số nạn nhân của chương trình Phượng Hoàng đã thực sự là mục tiêu của chương trình này. Phần còn lại bị gán là cơ sở của Mặt trận Dân tộc sau khi họ đã bị giết hại. Các nỗ lực của các tỉnh trưởng nhằm đạt chỉ tiêu giao phó cũng dẫn đến sự phóng đại con số thống kê bằng cách tính cả các vụ bắt giữ người không theo Mặt trận Dân tộc, bắt giữ nhiều lần một đối tượng, và đưa cả số người chết từ các hoạt động quân sự vào kết quả chương trình Phụng Hoàng.
Ngoài ra, cơ sở để định đoạt một đối tượng có phải là du kích nằm vùng hay không cũng rất thiếu cụ thể. Trong nhiều trường hợp, người này vu khống người kia là Việt Cộng để mượn tay quân đội Mỹ giết kẻ mình thù oán.